# Eva Luna
Eva Luna è un romanzo di Isabel Allende, pubblicato nel 1987. 
In Italia il romanzo è apparso nel 1988, nella traduzione di Angelo Morino.

## Trama
Alcuni missionari trovano una bambina abbandonata e decidono di chiamarla Consuelo. Quando Consuelo diventa troppo grande per stare con i missionari, fu mandata dalle suore e, nonostante non amasse quel posto, fu istruita per circa tre anni. Non avendo visto in lei una particolare vocazione o un particolare talento, le suore le trovarono un lavoro come cameriera presso l'abitazione del Professor Jones (un imbalsamatore). Consuelo si appassiona in modo particolare alla lettura prendendo di nascosto i volumi presenti nella fornitissima libreria del professore. Dopo qualche anno, il professore assume un giardiniere indiano. Quando questi rimane quasi in fin di vita a causa del morso di una vipera, Consuelo si innamora di lui e dalla loro unione nasce una bambina. Consuelo decide di chiamare la bimba Eva Luna (il padre apparteneva al popolo della luna). 
Durante l'infanzia Eva Luna resta particolarmente affascinata dai racconti della madre. Dopo qualche tempo, il giorno della vigilia di Natale, la madre muore, soffocata da un osso di pollo. Eva Luna viene quindi affidata alla sua madrina, ovvero la "mammana" che aveva aiutato Consuelo a partorire. Poco dopo muore anche il professore Jones. La madrina, non potendo più mantenere la bambina, è costretta a far lavorare Eva Luna come cameriera presso una famiglia. Qui Eva incontra Elvira che sarà come una nonna per lei. In questa nuova abitazione Eva Luna racconta a tutta la servitù le stesse storie che le raccontava la madre. 
Un giorno, Eva reagisce malamente alle provocazioni della padrona e le strappa la parrucca. Pensando di averle strappato il cuoio capelluto, la bambina scappa dalla casa spaventata ed inizia a vagare per la città. Per caso la ragazza conosce un ragazzino poco più grande di lei, chiamato Huberto Naranjo. Per qualche giorno i due vivono insieme come vagabondi. Alcuni giorni dopo però la ragazza ritorna dalla madrina e la donna la riporta dalla padrona. Un giorno, casualmente, la ragazza rincontra Huberto che la porta a vivere in un'altra casa. Qui Eva Luna conosce Melecio un ragazzo che si sente donna. 
Dopo qualche anno la ragazza viene adottata da Riad Halabì e dalla moglie Zulema, una donna il cui unico obiettivo è il denaro e che rifiuta di baciare e di guardare il marito a causa del suo problema (labbro leporino). Quest'ultima si innamora del cugino di Riad, che però la rifiuta. La donna allora si suicida. Eva Luna viene accusata della morte di Zulema, ma Riad, che aveva scoperto la verità, la difende e riesce a non farla imprigionare. Eva Luna e Riad vivendo fianco a fianco per molto tempo si innamorano ma Riad, dopo una notte di amore, decide di allontanare Eva Luna da sé. La ragazza viene indirizzata verso una nuova abitazione ma decide di non presentarsi. Eva Luna si reca invece in una chiesa dove, casualmente, incontra Melecio che nel frattempo è riuscito a sottoporsi ad un intervento che ha reso il suo aspetto prettamente femminile, ma che non è ancora completo, dal momento che Melecio possiede ancora organi riproduttivi maschili. Melecio ora è un'attrice abbastanza famosa e si fa chiamare Mimì. 
Parallelamente si sviluppa la storia di Rolf Carlé, nato in Austria e figlio del severissimo professore Lukas Carlé, noto per i suoi metodi educativi poco ortodossi e odiato da tutti, persino dalla sua stessa famiglia. Rolf ha poi due fratelli, Jochen, il maggiore, che dopo aver difeso la madre dal padre è costretto a fuggire di casa, e Katharina, ripudiata dal padre a causa del suo handicap - il quale, secondo i dottori, non lascerà alla ragazza molti anni di vita.
Un giorno Lukas viene trovato impiccato in una campagna dove era stato in gita coi propri alunni, che si scoprirà essere i responsabili dell'omicidio. Ma nessuno ha voglia di perseguirli: la moglie è addirittura contenta ma Rolf non è in pace con se stesso, avrebbe voluto partecipare al delitto e non è affatto triste per la morte del genitore. Cade così in depressione, e la madre lo invia in una colonia in Sudamerica a vivere per qualche tempo con lo zio. Questa colonia di emigrati tedeschi è molto chiusa, e la principale attività economica è il commercio data la varietà delle esportazioni. Rolf si rivela ottimo lavoratore, ma viene distratto dalla bellezza delle cugine "profumate di vaniglia e chiodo di garofano" con le quali incontra il piacere della lussuria.
Scoppia la rivolta e Rolf inizierà a creare testimonianze della stessa, fino ad esser poi assunto da Aravena, direttore di un giornale. Ottiene durante la guerriglia dei reportage che potrebbero cambiare l'opinione pubblica, ma non glieli lasciano pubblicare. Si infiltra nella banda di Naranjo, che ne è diventato il capo sotto il soprannome di comandante Rogelio, e là conosce Eva Luna durante i preparativi per l'assalto ad una prigione, dove con un'astuzia Rogelio saprà introdurre delle finte bombe che permetteranno ai suoi compagni incarcerati di liberarsi.
Eva era oramai diventata sceneggiatrice di teleromanzi e, per evitare la censura, scrive un teleromanzo per raccontare la guerriglia, riuscendo nell'intento finché il colonnello se ne accorge. Egli le propone una tregua per i suoi "amici guerriglieri", che Eva rifiuta.
Rolf viene redarguito da Aravena, ed esiliato nella Colonia, dove andrà a vivere con Eva che capisce esser la donna della sua vita, dopo le vicissitudini e i rischi passati assieme.

## Personaggi Principali
- Eva Luna - Narratrice, figlia di Consuelo e di un giardiniere indiano, diventa orfana tra i sei e i sette anni. Talentuosa cantastorie, ha i capelli rossi e si innamora di Rolf alla fine del romanzo.
- Huberto Naranjo - amico di Eva per molti anni, è un ragazzo di strada, straccione, nell'arco della storia diventa un combattente nel movimento di guerriglia. Il ragazzo è l'amante di Eva finché questa non si impegna con Rolf.
- Consuelo - la madre di Eva, trovata nel mezzo di una giungla dai missionari (quindi anche lei orfana), ha anche i capelli rossi, e dà a Eva il dono della narrazione. Muore mangiando un osso di pollo.
- Riad Hilabi - uno dei tanti "padroni" di Eva. Riad diventa per lei una figura paterna, Eva vive con lui per molti anni, ha un labbro leporino, e viene conosciuto nel suo villaggio come "il turco". Viene descritto come molto gentile e generoso.
- Zulema - moglie di Riad Hilabi, odia Riad perché ha un labbro leporino. Viene descritta come pigra e depressa. Ha una relazione di breve durata con il nipote di Riad, dopo la perdita del quale si toglie la vita
- Rolf Carlé - cresce nell'Europa post-seconda guerra mondiale, ha un padre sadico e una madre gentile ma passiva, lascia la sua casa dopo la morte del padre, e va a vivere con la zia e lo zio. In questa casa conosce l'amore per mezzo della voluttuosità delle due cugine, diventa infine fotoreporter e filma il movimento della guerriglia (incontra Naranjo in questo modo), si innamora di Eva alla fine del romanzo.

## Temi Principali
Diverse sono i temi trattati da Allende in questo romanzo, spesso definito romanzo picaresco, perché narra la crescita della protagonista ed eroina, Eva. La sua capacità di raccontare e inventare storie è uno dei suoi doni ed è grazie a questa capacità che Eva è in grado di affrontare l'atmosfera opprimente dell'America Latina, nel periodo che segue la seconda guerra mondiale.
Le storie di Eva intrecciano il realismo magico, cioè la fusione di elementi soprannaturali e temi realistici. Attraverso la capacità di raccontare storie, Eva è in grado di "sfuggire" dalla sua realtà e di costruire la propria visione della società, in modo tale da affrontarla meglio. Descritta come una moderna Scheherazade, la capacità di Eva di raccontare storie la aiuta ad affrontare le difficoltà che molte donne, come lei, affrontano in un ambiente politico tirannico ed esplosivo.
La Allende realizza una critica allo squilibrio di genere che era ed è presente nella maggior parte dei paesi dell'America Latina. Generalmente le donne erano considerate oggetti, entità soggiogate all'egemonia maschile. Attraverso la protagonista Eva, Allende riflette sulle caratteristiche che avrebbero dovuto incarnare tutte quelle donne che cercano di sopravvivere nelle dure condizioni dell'America Latina.
Il nome di Eva è di per sé simbolico. La Luna è il simbolo del potere matriarcale che le donne possiedono. Per molti versi, il personaggio di Eva riflette la stessa Allende e la lotta che ha dovuto combattere dopo che suo cugino, Salvador Allende fu rimosso dall'incarico di Presidente cileno, l'11 settembre 1973.

## Edizioni in italiano
- I. Allende, Eva Luna, traduzione di Angelo Morino, ed. Feltrinelli, Milano 1988;
- I. Allende, Eva Luna, traduzione di Angelo Morino, ed. CDE, Milano 1989;
- I. Allende, Eva Luna, traduzione di Angelo Morino, ed. Euroclub, Milano 1997;